# Juquitiba
Juquitiba é um município localizado na Região Metropolitana de São Paulo, no estado de São Paulo, no Brasil.  Sua população é de 27.404 habitantes, distribuída em um área de 521,598 quilômetros quadrados. O município é formado pela sede e pelo distrito de Barnabés. É conhecido como destino de ecoturismo e turismo de aventura, principalmente pela atividade de rafting.

## História
Os primeiros agrupamentos populacionais no território de Juquitiba surgiram ao longo de antigas trilhas utilizadas por indígenas, escravizados e tropeiros, dando origem a bairros hoje existentes nas margens da Rodovia Régis Bittencourt. O principal deles, no entanto, surgiu por volta do ano de 1887, quando o fazendeiro Manoel Jesuíno Godinho e sua esposa construíram uma capela dedicada à Nossa Senhora das Dores e doaram dois alqueires de suas terras no entorno para moradores locais construírem suas residências. A partir de então, o povoado ali criado passou a ser conhecido como "Capela Nova da Bella Vista do Juquiá". Em 1907, esse povoado foi elevado à categoria de distrito do município de Itapecerica da Serra, recebendo o nome de "Juquitiba". 
A região, de difícil acesso à capital, teve suas primeiras estradas abertas com o objetivo principal de escoar a produção de carvão vegetal, que movimentou a economia local, principalmente entre as décadas de 1940 e 1960. Com a construção da Rodovia Régis Bittencourt, o acesso à Juquitiba pela capital foi facilitado, o que favoreceu sua emancipação em 1964. A instalação do município se deu em 28 de março de 1965, data em que passou a ser comemorado seu aniversário. Com o declínio da produção carvoeira a partir dos anos 1970, decorrente da diminuição de demanda pela universalização da energia elétrica, diversas áreas de produção passaram a ser loteadas para a venda de sítios e chácaras de veraneio, voltados majoritariamente ao público residente na cidade de São Paulo.
A partir da década de 1980, Juquitiba viu surgir as primeiras atividades de turismo, principalmente relacionadas à prática de esportes de aventura no Rio Juquiá. O rafting ganhou destaque entre elas, devido à instalação no município da primeira base fixa da atividade no Brasil, o Sítio Canoar, que passou a oferecê-la regularmente como produto turístico. A popularização do rafting, promovida em Juquitiba, ampliou a visibilidade do município enquanto destino turístico a partir dos anos 1990, marcando o início do reconhecimento da vocação turística local.

### Topônimo
O topônimo Juquitiba é proveniente do termo tupi guarani "y-kuî-tiba", que tem como significado "água que cai em abundância". O nome do município seria uma referência às nascentes, riachos e rios existentes em grande quantidade na região, além do clima chuvoso da região serrana. Tal termo originou o apelido "Terra de Muitas Águas".

## Demografia

### População
| Crescimento populacional                             | Crescimento populacional | Crescimento populacional | Crescimento populacional |
| Ano                                                  | População Total          |                          | %±                       |
| ---------------------------------------------------- | ------------------------ | ------------------------ | ------------------------ |
| 1970                                                 | 7 267                    |                          | —                        |
| 1980                                                 | 12 497                   |                          | 72,0%                    |
| 1991                                                 | 19 969                   |                          | 59,8%                    |
| 2000                                                 | 26 459                   |                          | 32,5%                    |
| 2010                                                 | 28 737                   |                          | 8,6%                     |
| 2022                                                 | 27 404                   |                          | −4,6%                    |
| Est. 2024                                            | 28 007                   | [ 9 ]                    | 2,2%                     |
| Fontes: Censos Demográficos IBGE e Estimativas SEADE |                          |                          |                          |

### Dados demográficos
Segundo o Censo 2022, a população total de Juquitiba é de 27.404 habitantes, resultando em uma densidade populacional de 52,48 hab/km². O Índice de Desenvolvimento Humano municipal é de 0,709, de acordo com dados do PNUD (2010).

## Geografia
Seus limites são: Ibiúna a oeste e norte, São Lourenço da Serra e Embu-Guaçu a nordeste, São Paulo a leste, Itanhaém a sudeste, Pedro de Toledo e Miracatu a sul.
- Área em km²: 521,598
- Posição no Estado de São Paulo: 157º (sudeste)

### Hidrografia
Juquitiba integra uma região rica em nascentes e cursos d'água, nas sub-bacias hidrográficas do Alto Juquiá e Guarapiranga. O município tem todo seu território classificado como Área de Proteção e Recuperação de Mananciais. Entre os principais cursos d'água, estão:
- Rio São Lourenço
- Rio Juquiá
- Rio Itariru
- Ribeirão do Godinho
- Ribeirão do Braço Grande
- Ribeirão do Bracinho
- Ribeirão das Capivaras
- Ribeirão das Laranjeiras
- Ribeirão dos Cuiabas
- Represa Cachoeira do França

Em 2018, a Sabesp (Companhia de Saneamento Básico do Estado de São Paulo) inaugurou o Sistema Produtor São Lourenço para captação de água da Represa Cachoeira do França, no limite entre os municípios de Juquitiba e Ibiúna, e abastecimento de municípios da Região Metropolitana de São Paulo.

### Rodovias

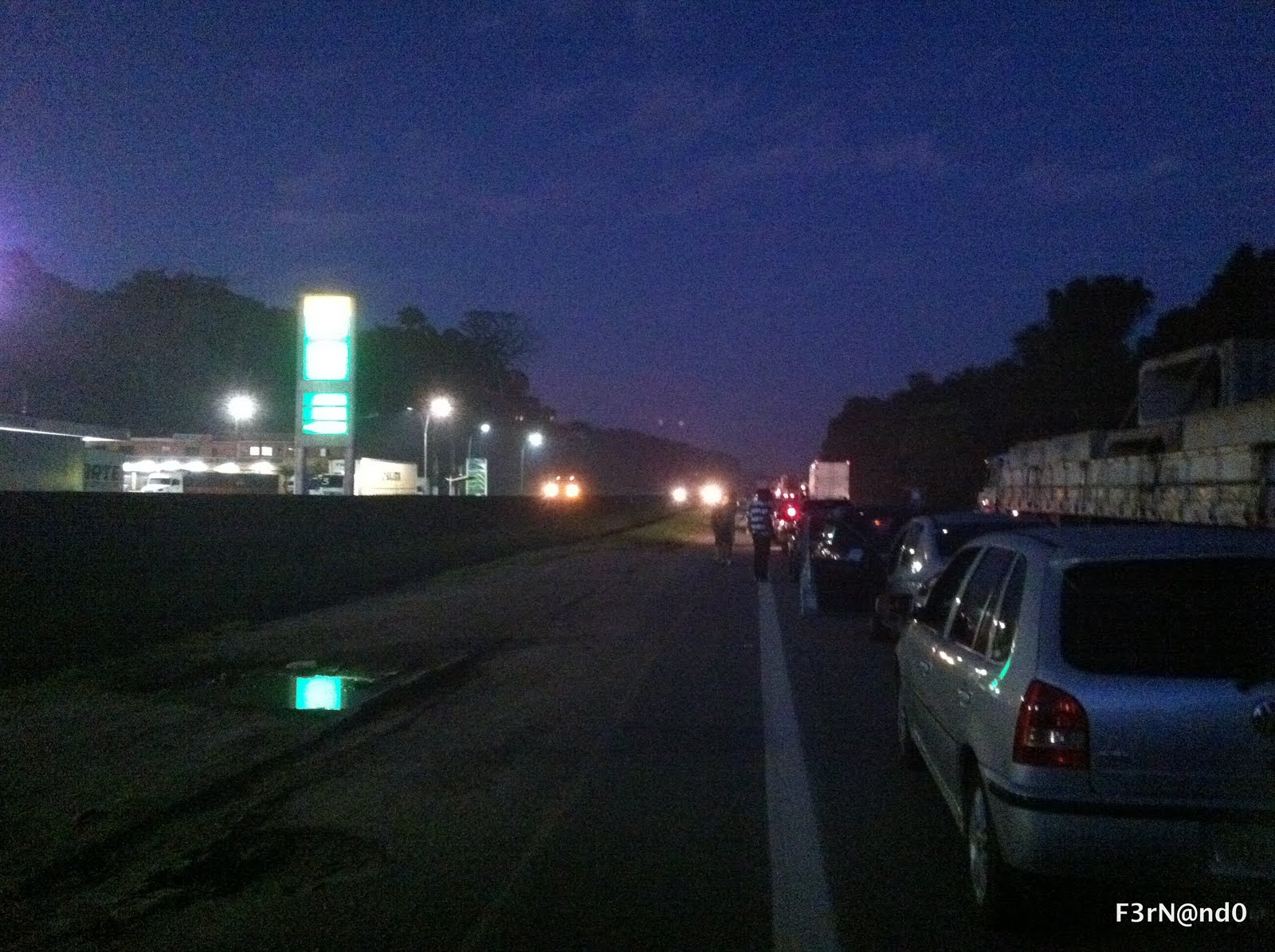
Rodovia Régis Bittencourt na altura de Juquitiba.

O principal acesso ao município se dá pela Rodovia Régis Bittencourt (BR 116), que conecta São Paulo a Curitiba e corta o território de Juquitiba.

### Clima
O clima é considerado subtropical e a temperatura média anual gira em torno dos 18 °C. O município localiza-se em região úmida e chuvosa, característica de sua localização, que abrange trechos da Serra do Mar.

### Vegetação
Juquitiba apresenta vegetação ombrófila densa, típica de regiões de Mata Atlântica próximas ao litoral. O município abrange a Reserva da Biosfera do Cinturão Verde de São Paulo, a Área de Proteção Ambiental da Serra do Mar, parte do Parque Estadual da Serra do Mar (Núcleos Curucutu e Itariru) e da zona de amortecimento do Parque Estadual do Jurupará.

### Relevo
A região de Juquitiba é montanhosa, sendo a altitude média do município de 685 metros. O ponto maior altitude fica no bairro das Laranjeiras (900 metros) e o de menor altitude no bairro da Serra do Cafezal (550 metros).

## Infraestrutura

### Comunicações
O sistema de telefones automáticos foi inaugurado na cidade pela Companhia de Telecomunicações do Estado de São Paulo (COTESP) em 1974. Já o sistema de discagem direta à distância (DDD) foi implantado em 1981 pela Telecomunicações de São Paulo (TELESP), com o código de área (011).

## Administração
- Prefeito: Willians Soares (MDB)
- Vice-prefeito: Marcelo Moura (MDB)

## Turismo

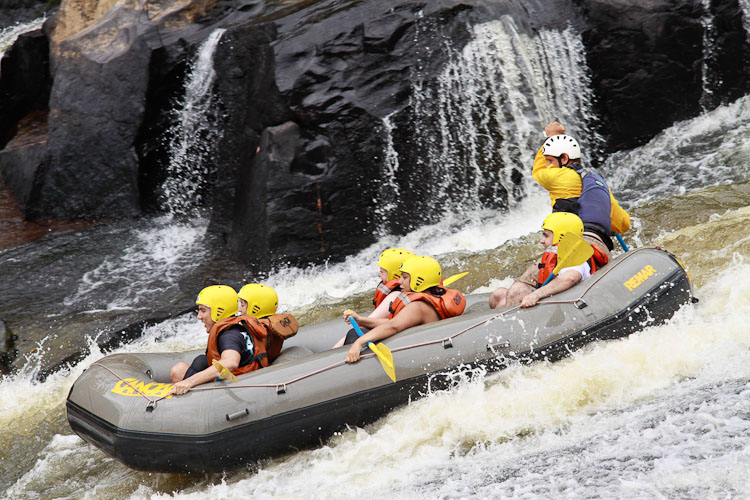
Rafting no Rio Juquiá.

Juquitiba possui diversos atrativos relacionados ao ecoturismo e turismo de aventura, como arvorismo, tirolesa, trekking, canoagem, birdwatching, entre outros, oferecidos por empreendimentos turísticos privados. O município é considerado o berço do rafting no Brasil, por sediar a primeira operadora turística a implementar a atual modalidade responsável pela popularização do esporte radical no país. O percurso do Rio Juquiá é explorado por duas empresas de aventura sediadas em suas margens. 

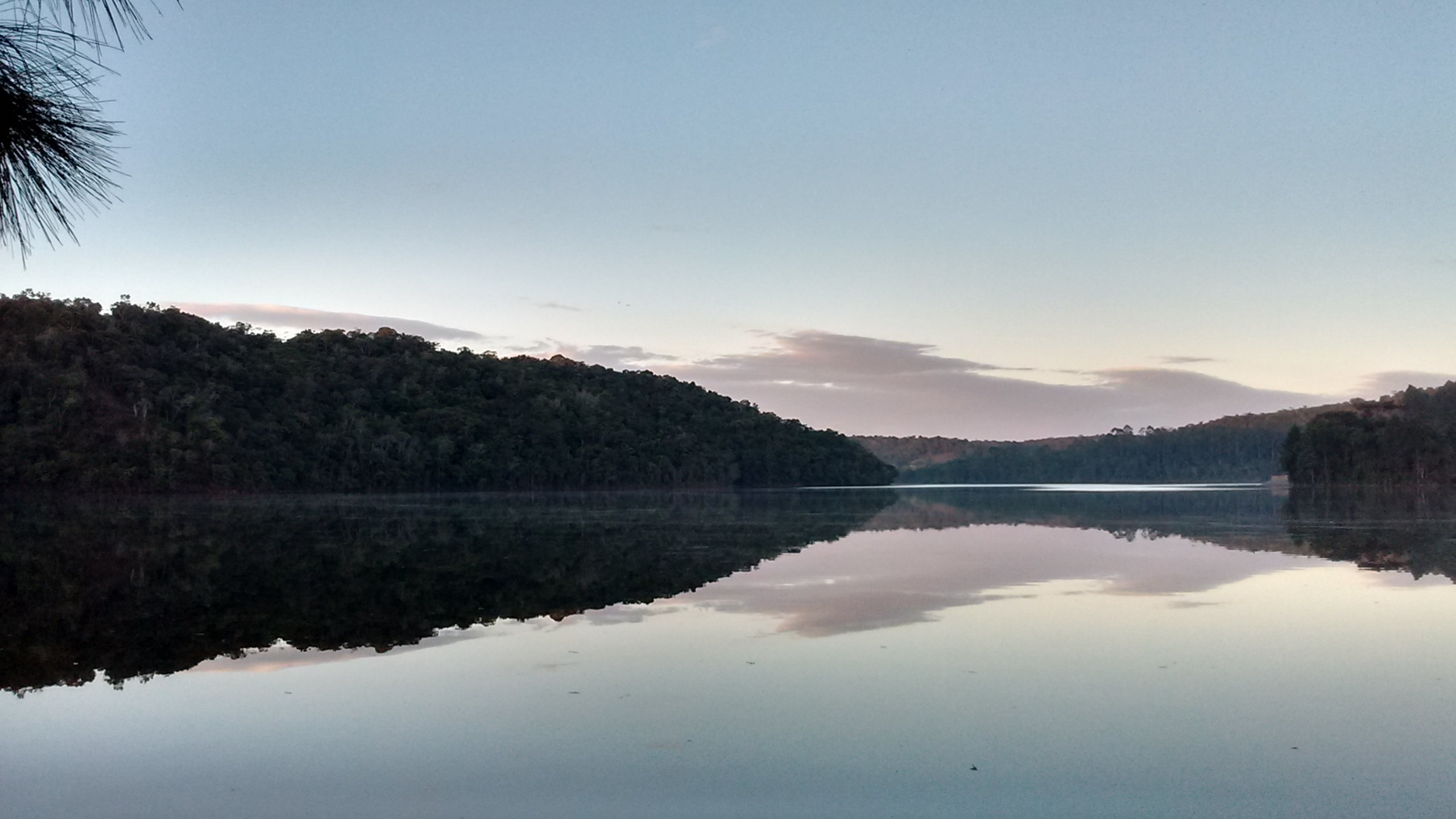
Represa Cachoeira do França.

No limite entre Juquitiba e Ibiúna, a Represa Cachoeira do França, criada em 1957 pela Companhia Brasileira de Alumínio, do grupo Votorantim, para geração de energia hidrelétrica, é hoje um conhecido ponto turístico para visitantes em busca de atividades náuticas e pesca esportiva. Por essa razão, é rodeada de pesqueiros e marinas. No entorno da represa também está o principal acesso ao Parque Estadual do Jurupará, que abriga trilhas e cachoeiras. 
Inaugurada em 1993 no centro da cidade, a Aldeia do Artesanato se destaca no turismo cultural como polo local de produção e comércio de artesanato. Entre os atrativos, o local sedia desde sua inauguração o tradicional ateliê do artesão Marquinhos da Aldeia, famoso na região pelo trabalho de entalhe e pintura em madeira.
Em 2018 foi fundado no município o Observatório do Turismo de Juquitiba, primeira ONG dedicada ao desenvolvimento turístico local. A organização está sediada em empreendimento homônimo que promove atividades de ecoturismo, pesquisa, educação ambiental, lazer e cultura para turistas e moradores locais.
Em 2019, Juquitiba foi classificado como Município de Interesse Turístico (MIT) pela Assembleia Legislativa do Estado de São Paulo. A cidade integra atualmente a Região Turística Mananciais, Aventura e Arte. 